# Yolandi du Toit
Yolandi du Toit (* 3. Juni 1985 in Welkom) ist eine ehemalige südafrikanische Radrennfahrerin.
2006 wurde Yolandi du Toit Afrikameisterin im Straßenrennen. 2007 gewann sie das Straßenrennen bei den Panafrikanischen Spielen in Algier und belegte bei den Afrikameisterschaften Platz zwei im Einzelzeitfahren sowie Platz drei im Straßenrennen.

## Teams
- 2006 Team FBUK
- 2007–2008 Lotto Belisol Ladies

- 2012 Team Bizhub – FCF